# Michael Olunga
Michael Olunga (26 de març de 1994), és un futbolista kenyà. Actualment juga al Kashiwa Reysol japonès. És internacional pel seu país. Ocupa la posició de davanter.

## Trajectòria

### Clubs
Mentre estudiava a l'Upper Hill School, Olunga va començar a jugar amb la Liberty Sports Academy en el campionat del comtat de Nairobi. Durant la temporada 2012 va marcar 32 gols ajudant a l'equip a quedar invicte i a aconseguir l'ascens al campionat provincial de Nairobi. Entre 2013 i 2015 va ser cedit a tres equips diferents de la lliga kenyana: Tusker FC, Thika United FC i Gor Mahia. El 2016 va fitxar pel Djurgårdens IF, de la lliga sueca. L'any següent va fitxar pel Guizhou Hengfeng FC, de la lliga xinesa. El setembre del mateix any, va ser cedit al Girona FC per un any. Va debutar a la Primera Divisió espanyola el 13 de gener de 2018 contra la UD Las Palmas, marcant un hat-trick en 22 minuts en la victòria local per 6-0, convertint-se en el primer kenyà del Girona i el primer jugador del club a marcar un hat-trick a primera divisió.

### Selecció
Olunga va debutar amb la selecció de Kenya en un amistós contra les Illes Seychelles el 28 de març de 2015. Va marcar el seu primer gol el 7 de juny de 2015 contra el Sudan del Sud.

## Palmarès
- Kenyan Premier League (2014, 2015)
- Kenyan Super Cup (2013, 2015)
- KPL Top 8 Cup (2013, 2015)

## Vida personal
Olunga va estudiar enginyeria geoespacial a la Technical University de Kenya, però va deixar la carrera quan li faltava un any per acabar, quan va anar a viure a Suècia per jugar amb el Djurgårdens IF.